# دائرة وادي العلايق
دائرة وادي العلايق إحدى دوائر ولاية البليدة  بالجزائر وتضم بلديات وادي العلايق وبني تامو وبن خليل.